# Sarah'le Sharon
Sarah'le Sharon (født 4. februar 1948 i Aschdot Ja’akov Ichud) er en israelsk sanger, pianist og tidligere Mossad-agent. Sharon er bedst kendt for hendes utallige fællessang-begivenheder, hvor hundredvis af mennesker mødtes for at synge israelske folkesange, til Sharons pianotoner.

## Eurovision Song Contest
Sharon deltog sammen med sanggruppen Lahakat Shiru i Eurovision Song Contest i 1993 med sangen "Shiru". Sangen opnåede Israels dårligste resultat nogensinde i konkurrencen, med blot 4 point og en 24. plads. Optræden bar præg af dårlig vokal og rodet kameraføring, som blandt andet skyldtes en masse drama bag kulissen forud for showet. Det var Sharons idé at fremføre "Shiru" ved Eurovision Song Contest for at fejre hendes jubilæum som artist, men sangens komponist havde ikke tiltro til hendes evner som sanger, og foretrak at en sanggruppe skulle bære hans nummer. Dette var Sharon fuldt indforstået med til at begynde med, men hun ændrede mening under forberedelserne til showet i Millstreet. Her overtalte Sharon showets producer til at dirigere flere kameraskud på hende end oprindeligt planlagt, hvilket resulterede i at kameraet stort set kun viste Sharon i anden halvdel af sangen, og ikke sanggruppen. Dette skabte en masse problemer internt i gruppen, samt en sjusket fremtoning på tv-skærmene, der endte med at give Israel en meget dårlig placering.